# Ilha do Ibo

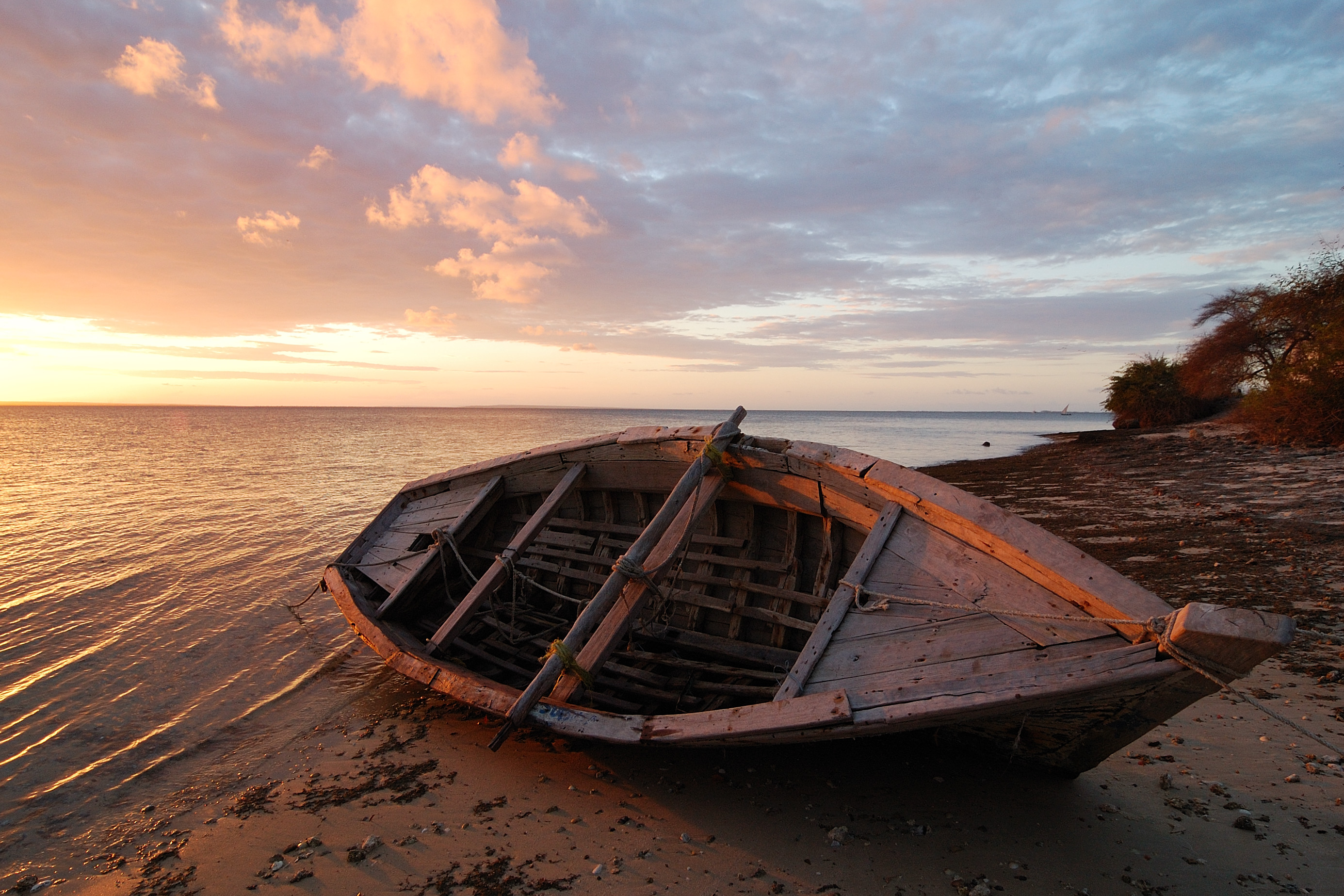
Por do sol na ilha do Ibo, Moçambique.

A ilha do Ibo é uma pequena ilha coralina localizada próximo da costa da província de Cabo Delgado, no norte de Moçambique.
A ilha tem 3,6 km por 4,5 km10 km de extensão e está quase totalmente urbanizada, localizando-se aí a vila do Ibo, sede do distrito do mesmo nome. Encontra-se dentro do Parque Nacional das Quirimbas.
Cerca de 70% da superfície da ilha, nas suas costas sul e sudoeste, é constituída por argilas aluviais de origem marino-fluvial. Apenas a parte norte, habitada, é constituída por recifes marinhos, corais e sedimentos bioclásticos.
Na primeira semana de Março de 2024 viveram-se momentos de tensão na ilha devido ao receio de um ataque pelos insurgentes do ISCAP, que tomaram de assalto a vizinha ilha Quirimba no dia 3 de Março. O sentimento de pânico e desespero é causado por várias razões, como a proibição de funcionários e agentes do estado deixarem a ilha decretada pelas autoridades e que motivou um protesto dos mesmos, já que muitas autoridades superiores (incluindo o administrador do distrito) foram evacuadas; o encerramento do comércio que está criar escassez de comida e fome; este problema é agravado pelo facto de a pequena ilha ter recebido oito mil deslocados. Estas dificuldades têm estado a ser geridas pelo recém-eleito Presidente do Conselho Municipal, Issa Tarmamade, aúnica alta autoridade que decidiu permanecer na ilha.